# رودنگک (گمینا رودنگک)
رودنگک (به لهستانی:  Rudnik) یک روستا در لهستان است که در گمینا رودنگک (استان لوبلین) واقع شده‌است. رودنگک ۵۴۳ نفر جمعیت دارد.